# San Quintin (Abra)
Pour les articles homonymes, voir San Quintin.
San Quintin est une municipalité située dans la province d'Abra, aux Philippines.

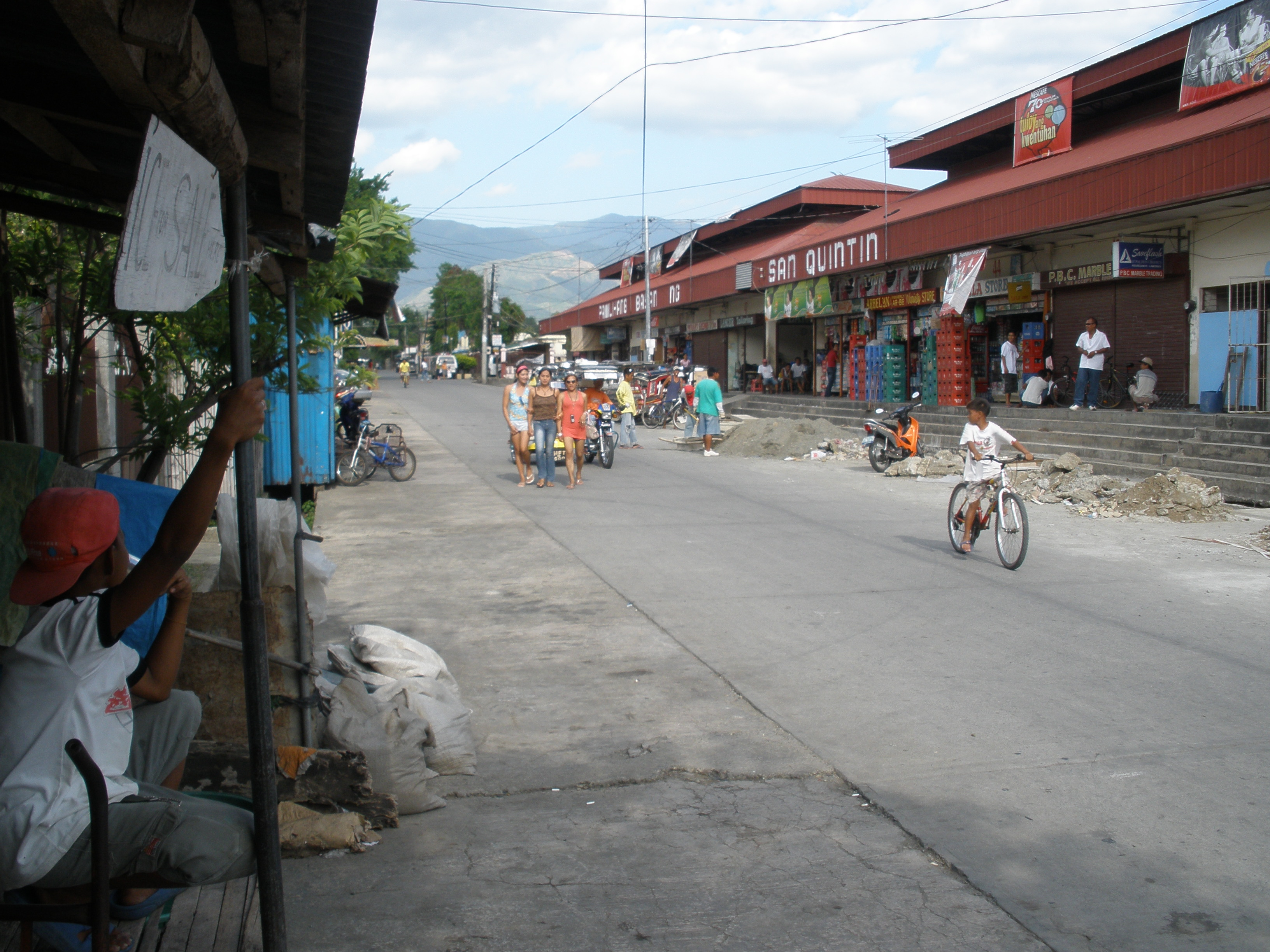
Centre ville